# Rutil
Rutil là một loại khoáng vật gồm chủ yếu là titan dioxide, TiO2. Rutil là loại TiO2 tự nhiên phổ biến nhất. Hai biến thể đồng hình hiếm gặp hơn của TiO2 là anatas (đôi khi được gọi là "octahedrit"), và brookit.

## Phân bố
Rutil là một khoáng vật phụ phổ biến trong đá biến chất nhiệt độ cao và áp suất cao, và trong đá mácma. Về mặt nhiệt động lực học, rutil là đa hình ổn định nhất của TiO2 ở mọi nhiệt độ, thể hiện tổng mức năng lượng tự do thấp hơn so với giai đoạn siêu bền của anatas hoặc brookit. Do đó, sự chuyển đổi trạng thái kích thích của dạng thù hình TiO2 thành rutile là không thể đảo ngược. Vì nó có thể tích phân tử thấp nhất trong ba dạng thù hình chính; nó thường là giai đoạn mang titan chính trong hầu hết các đá biến chất áp suất cao, chủ yếu là eclogit.